# 템바 즈와네
템바 즈와네(Themba Zwane, 1989년 8월 3일 ~ )는 남아프리카 공화국의 축구 선수로, 현재 남아프리카 공화국 프리미어 사커 리그의 클럽인 마멜로디 선다운스 FC에서 뛰고 있다. 포지션은 공격형 미드필더이다.